# Alick Donald Walker
Alick Donald Walker (Skirpenbeck, 26 ottobre 1925 – Skirpenbeck, 4 dicembre 1999) è stato un paleontologo britannico.

## Biografia
Frequentò la Pocklington School dal 1936 al 1943. Intraprese quindi gli studi in ingegneria a Cambridge, ma si ritirò nel 1944.
Nel 1948 ritornò all'università dopo aver prestato il servizio militare nazionale, studiando Geologia all'Università di Bristol.
Una volta laureato, si unì al gruppo di ricerca del professore Stanley Westoll presso l'Università di Newcastle upon Tyne, lavorando sui rettili fossili del Triassico superiore ritrovati a Elgin.
Fu nominato Lettore in Geologia nel 1954, mentre lavorava al suo Dottorato di Ricerca.
I resti ossei dei rettili fossili di Elgin erano scarsi, talvolta solo delle inclusioni nelle rocce. 
Walker ideò un nuovo metodo di calco per catturare le informazioni anatomiche da questi fossili, utilizzando il PVC; molti dei calchi risultanti sono ora conservati presso il National Museum of Scotland e presso il Natural History Museum.
I suoi primi lavori portarono anche alla riclassificazione e alla denominazione del genere Eustreptospondylus.
Alla fine degli anni sessanta, Walker studiò l'origine di coccodrilli ed uccelli, dando origine a controversie nel 1972 con la pubblicazione di un suo articolo su Nature, in cui sosteneva l'esistenza di una stretta parentela tra Crocodylomorpha Sphenosuchia ed uccelli. 
Successivamente, in un articolo del 1985 su Archaeopteryx, egli ammise che la sua ipotesi poteva non essere corretta.

## Opere principali
- A.D. Walker, Triassic reptiles from the Elgin area: Ornithosuchus and the origin of carnosaurs, Philosophical Transactions of the Royal Society of London, B 248: 53–134, 1964.
- A.D. Walker, New light on the origin of birds and crocodiles, Nature, 237: 257–263, 1972.
- A.D. Walker, The braincase of Archaeopteryx, in: M.K. Hecht, J.H. Ostrom, G. Viohl, P. Wellnhofer, The Beginnings of Birds, Freunde des Jura-Museums Eichstätt, Germania, 1985, pp. 123–134.

## Onorificenze
In suo onore, è stato così chiamato il genere di dinosauri Alwalkeria.